# Halo of Blood
Albums de Children of Bodom
Holiday at Lake Bodom (15 Years of Wasted Youth)
(2012) I Worship Chaos
(2015)
Halo of Blood est le huitième album studio du groupe finlandais de death metal mélodique Children of Bodom qui est sorti le 7 juin 2013 sous le label Nuclear Blast.

## Liste des chansons
| 1.    | Waste of Skin                       | 4:16 |
| 2.    | Halo of Blood                       | 3:12 |
| 3.    | Scream for Silence                  | 4:09 |
| 4.    | Transference                        | 3:58 |
| 5.    | Bodom Blue Moon (The Second Coming) | 4:14 |
| 6.    | Your Days are Numbered              | 3:40 |
| 7.    | Dead Man’s Hand on You              | 4:57 |
| 8.    | Damage Beyond Repair                | 4:20 |
| 9.    | All Twisted                         | 4:51 |
| 10.   | One Bottle and a Knee Deep          | 4:01 |
| 11.   | Sleeping In My Car (Bonus Track)    | 3:19 |
| 44:57 |                                     |      |

## Personnel
Children of Bodom
- Alexi Laiho – chant, guitare lead
- Roope Latvala – guitare rythmique, chant secondaire
- Jaska Raatikainen – batterie
- Henkka Seppälä – basse, chant secondaire
- Janne Wirman – claviers

## Historique des sorties
| Region                             | Date         |
| ---------------------------------- | ------------ |
| Europe                             | 7 juin 2013  |
| Royaume-Uni                        | 10 juin 2013 |
| États-Unis Canada + Reste du monde | 11 juin 2013 |